# Liste der Biografien/Zap
Liste der Biografien |
Portal Biografien |
Personensuche
# |
A |
B |
C |
D |
E |
F |
G |
H |
I |
J |
K |
L |
M |
N |
O |
P |
Q |
R |
S |
T |
U |
V |
W |
X |
Y |
Z |
?
 
Za |
Zb |
Zc |
Zd |
Ze |
Zf |
Zg |
Zh |
Zi |
Zj |
Zk |
Zl |
Zm |
Zn |
Zo |
Zr |
Zs |
Zu |
Zv |
Zw |
Zy |
Zz
 
Zaa |
Zab |
Zac |
Zad |
Zae |
Zaf |
Zag |
Zah |
Zai |
Zaj |
Zak |
Zal |
Zam |
Zan |
Zao |
Zap |
Zaq |
Zar |
Zas |
Zat |
Zau |
Zav |
Zaw |
Zax |
Zay |
Zaz
Die Liste der Biografien führt alle Personen auf, die in der deutschsprachigen Wikipedia einen Artikel haben. Dieses ist eine Teilliste mit 163 Einträgen von Personen, deren Namen mit den Buchstaben „Zap“ beginnt.

## Zap

### Zapa
- Zapała, Krzysztof (* 1982), polnischer Eishockeyspieler
- Zapała, Ryszard (1940–2012), polnischer Radrennfahrer
- Zápalka, Jaroslav (* 1958), tschechischer Fußballspieler
- Zapałowicz, Hugo (1852–1917), polnischer Botaniker und Geologe
- Zapałowski, Andrzej (* 1966), polnischer Politiker, MdEP, Sejm-Abgeordneter
- Zapalska, Monika (* 1994), deutsche Leichtathletin
- Zaparka, Lea Martina (* 1995), deutsche Schauspielerin
- Zapasiewicz, Zbigniew (1934–2009), polnischer Schauspieler, Theaterregisseur und Pädagoge
- Zapata Bances, Ángel Ernesto (* 1959), peruanischer Ordensgeistlicher, römisch-katholischer Bischof von Chimbote
- Zapata Bello, Francisco (* 1948), venezolanischer Komponist, Dirigent und Gitarrist
- Zapata Miralles, Bernabé (* 1997), spanischer Tennisspieler
- Zapata Olivella, Manuel (1920–2004), kolumbianischer Schriftsteller
- Zapata Ortiz, José Trinidad (* 1959), mexikanischer Geistlicher, römisch-katholischer Bischof von Papantla
- Zapata Vela, Carlos (1906–1990), mexikanischer Botschafter
- Zapata, Alex (1970–2022), deutscher Singer-Songwriter
- Zapata, Alonso (* 1958), kolumbianischer Schachspieler
- Zapata, Arnold (* 1967), bolivianischer Straßenradrennfahrer
- Zapata, Cristian (* 1986), kolumbianischer Fußballspieler
- Zapata, Duván (* 1991), kolumbianischer Fußballspieler
- Zapata, Emiliano (1879–1919), mexikanischer RevolutionärEmiliano Zapata (1879–1919)

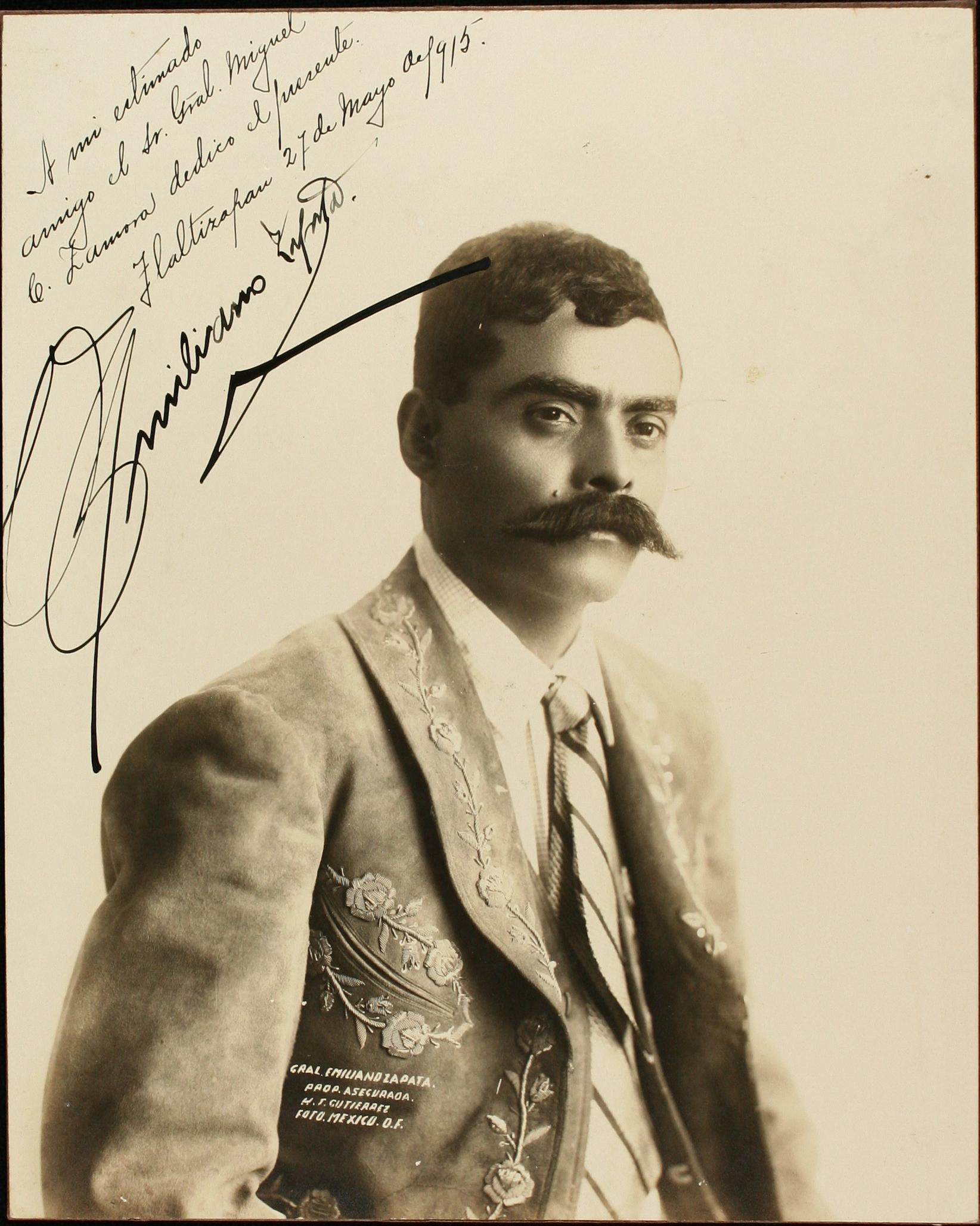
Emiliano Zapata (1879–1919)

- Zapata, Eufemio (1873–1917), mexikanischer Revolutionär
- Zapata, Franky (* 1978), französischer Jetski-Pilot und Erfinder
- Zapata, Gustavo (* 1967), argentinischer Fußballspieler
- Zapata, Hilario (* 1958), panamaischer Boxer im Halbfliegen- und Fliegengewicht
- Zapata, Javier (* 1969), kolumbianischer Radrennfahrer
- Zapata, Karen (* 1982), peruanisch-spanische Schachspielerin
- Zapata, Luis (1951–2020), mexikanischer Schriftsteller, Redakteur und Übersetzer
- Zapata, Maya (* 1981), mexikanische Schauspielerin
- Zapata, Mia (1965–1993), amerikanische Musikerin
- Zapata, Orlando (1967–2010), kubanischer Dissident
- Zapata, Rayderley (* 1993), spanischer Kunstturner
- Zapata, Róbinson (* 1978), kolumbianischer Fußballspieler
- Zapata, Yerilda (* 1998), venezolanische Diskuswerferin
- Zapata-Prill, Norah (* 1946), bolivianische Dichterin
- Zapater, Alberto (* 1985), spanischer Fußballspieler
- Zapater, Martín (1747–1803), spanischer Kaufmann und Aufklärer
- Zapatinas, Andreas (* 1957), griechischer Automobildesigner
- Zapatka, Bianca (* 1990), deutsche, vegane Influencerin, Food Stylistin, Foodbloggerin, Spiegel-Bestseller-Autorin, Food-Fotografin und Rezeptentwicklerin
- Zapatka, Katharina (* 1970), deutsche Schauspielerin
- Zapatka, Manfred (* 1942), deutscher Schauspieler und Hörbuch- sowie HörspielsprecherManfred Zapatka (* 1942)

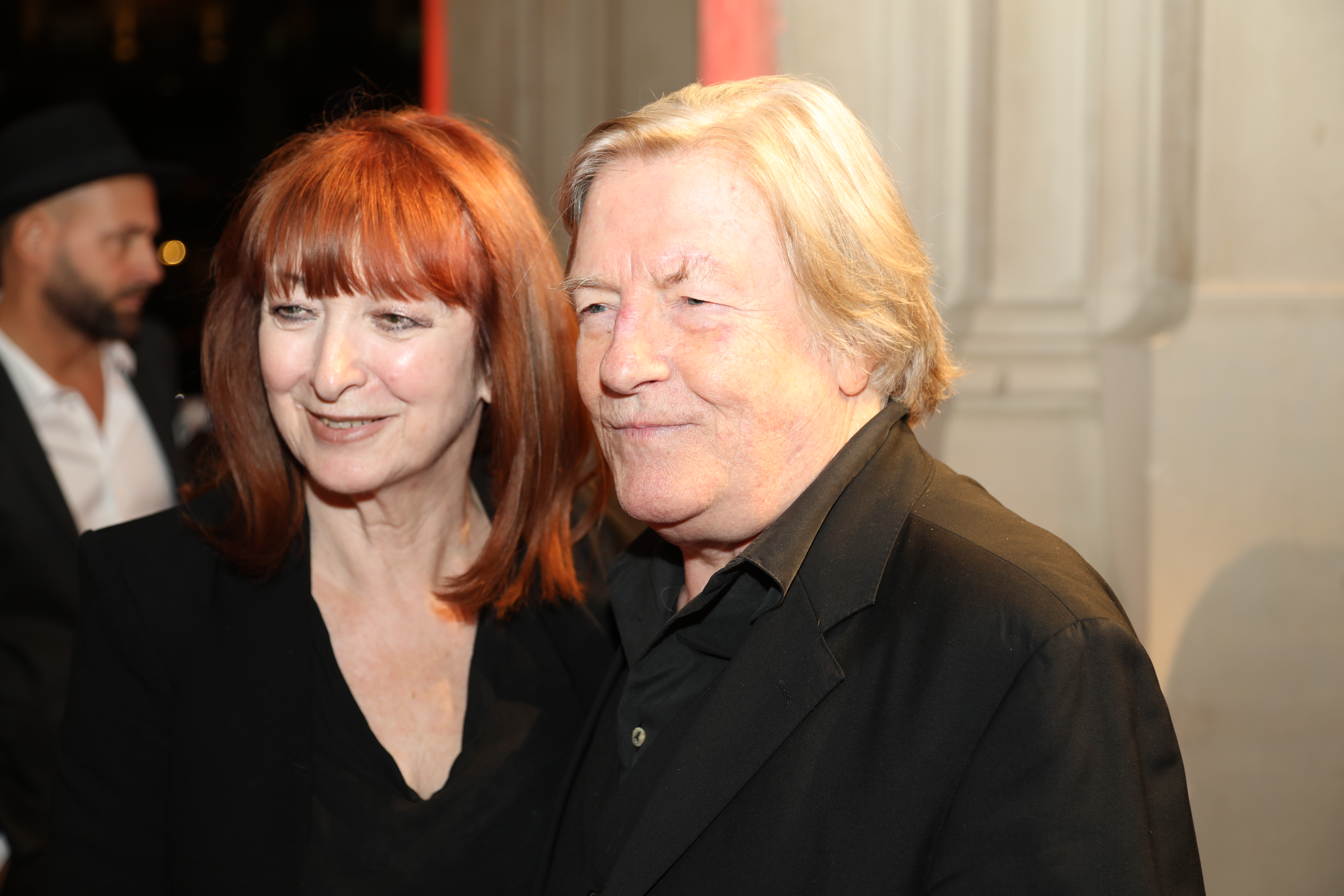
Manfred Zapatka (* 1942)

### Zape
- Zapędzki, Józef (1929–2022), polnischer Sportschütze
- Zapekina, Aleksandra (* 1991), deutsche Sportlerin in der Rhythmischen Sportgymnastik
- Zapel, Oliver (* 1968), deutscher Fußballspieler und -trainer
- Zäpelihn, Peter Daniel Friedrich (* 1772), deutscher Historiker, Bibliothekar und Statistiker
- Zapenko, Juri Jakowlewitsch (1938–2012), sowjetischer Turner

### Zapf
- Zapf, Albert (1870–1940), deutscher Politiker (DVP), MdR und Jurist
- Zapf, Amy (* 1974), deutsche Blues- und Jazzmusikerin (Piano, Orgel, Bass, Gesang, Komposition)
- Zapf, August (1826–1910), deutscher Opernsänger
- Zapf, Dieter (* 1955), deutscher Psychologe
- Zapf, Dietmar Josef (* 1946), deutscher Maler und Radierer
- Zapf, Franz (1900–1980), deutscher Landwirt und Politiker (SV), MdBLV
- Zapf, Georg, deutscher Baumeister
- Zapf, Georg Wilhelm (1747–1810), deutscher Bibliograf
- Zapf, Günter (1957–2024), deutscher Fernsehmoderator und FootballspielerGünter Zapf (1957–2024)

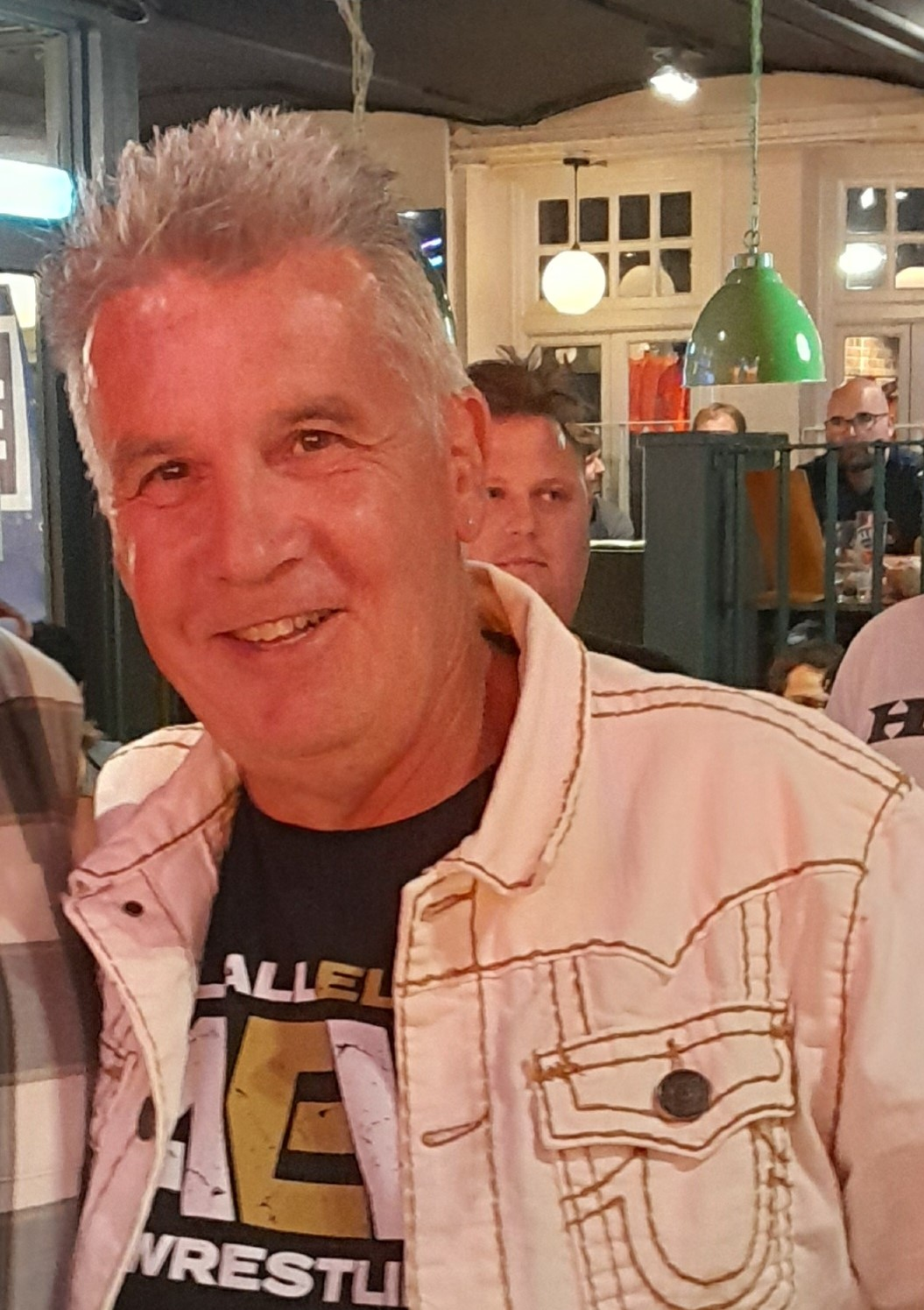
Günter Zapf (1957–2024)

- Zapf, Heinrich, deutscher Skispringer
- Zapf, Heinrich (1871–1949), deutscher Verwaltungsjurist und Politiker
- Zapf, Helmut (* 1956), deutscher Komponist
- Zapf, Hermann (1886–1957), deutscher Politiker (NSDAP), MdR
- Zapf, Hermann (1918–2015), deutscher Typograf, Kalligraf, Autor und Dozent
- Zapf, Hubert (* 1948), deutscher Amerikanist
- Zapf, Karl-Heinz (* 1951), deutscher Fußballspieler
- Zapf, Kathinka (1869–1944), deutsche Musiklehrerin und Sängerin
- Zapf, Klaus (1952–2014), deutscher Umzugsunternehmer
- Zapf, Kurt (1929–2010), deutscher Fußballspieler
- Zapf, Lilli (1896–1982), deutsche Sekretärin und Heimatforscherin, Erforscherin des Schicksals der Tübinger Juden
- Zapf, Ludwig (1829–1904), deutscher Heimatforscher
- Zapf, Manfred (* 1946), deutscher Fußballspieler in den 1960er und 1970er JahrenManfred Zapf (* 1946)

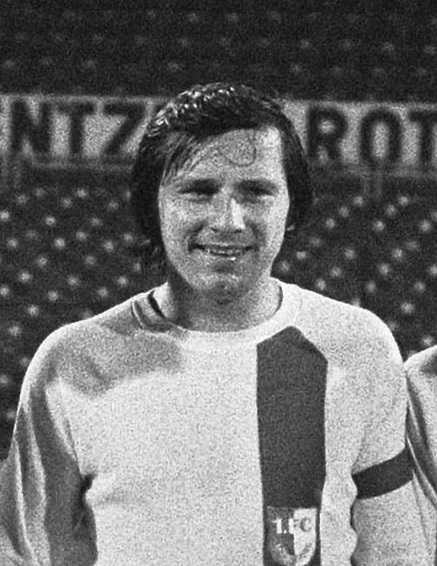
Manfred Zapf (* 1946)

- Zapf, Nicolaus (1600–1672), deutscher lutherischer Theologe
- Zapf, Nora (* 1985), deutsche Lyrikerin, Übersetzerin und Literaturwissenschaftlerin
- Zapf, Otto (1931–2018), deutscher Industriedesigner
- Zapf, Paula (1918–2005), erste weibliche Jungfrau im Kölner Karneval
- Zapf, Rosl (1925–2019), österreichische Opernsängerin in der Stimmlage Mezzosopran
- Zapf, Rudi (* 1959), deutscher Musiker und Kabarettist
- Zapf, Uta (* 1941), deutsche Politikerin (SPD)
- Zapf, Volkmar (* 1970), deutscher Basketballspieler und -trainer
- Zapf, Wolfgang (1937–2018), deutscher Soziologe
- Zapf-von Hesse, Gudrun (1918–2019), deutsche Typografin und Buchbinderin
- Zapfe, Helmuth (1913–1996), österreichischer Paläontologe
- Zapfe, Michael (* 1963), deutscher Heraldiker und Marketingexperte
- Zapfe, Rudolf (1860–1934), deutscher Architekt und Bauunternehmer
- Zapff, Burkard (* 1960), deutscher römisch-katholischer Theologe und Alttestamentler
- Zapffe, Peter Wessel (1899–1990), norwegischer Schriftsteller, Philosoph und BergbesteigerPeter Wessel Zapffe (1899–1990)
- Zapfl, Candidus (1829–1900), Abt

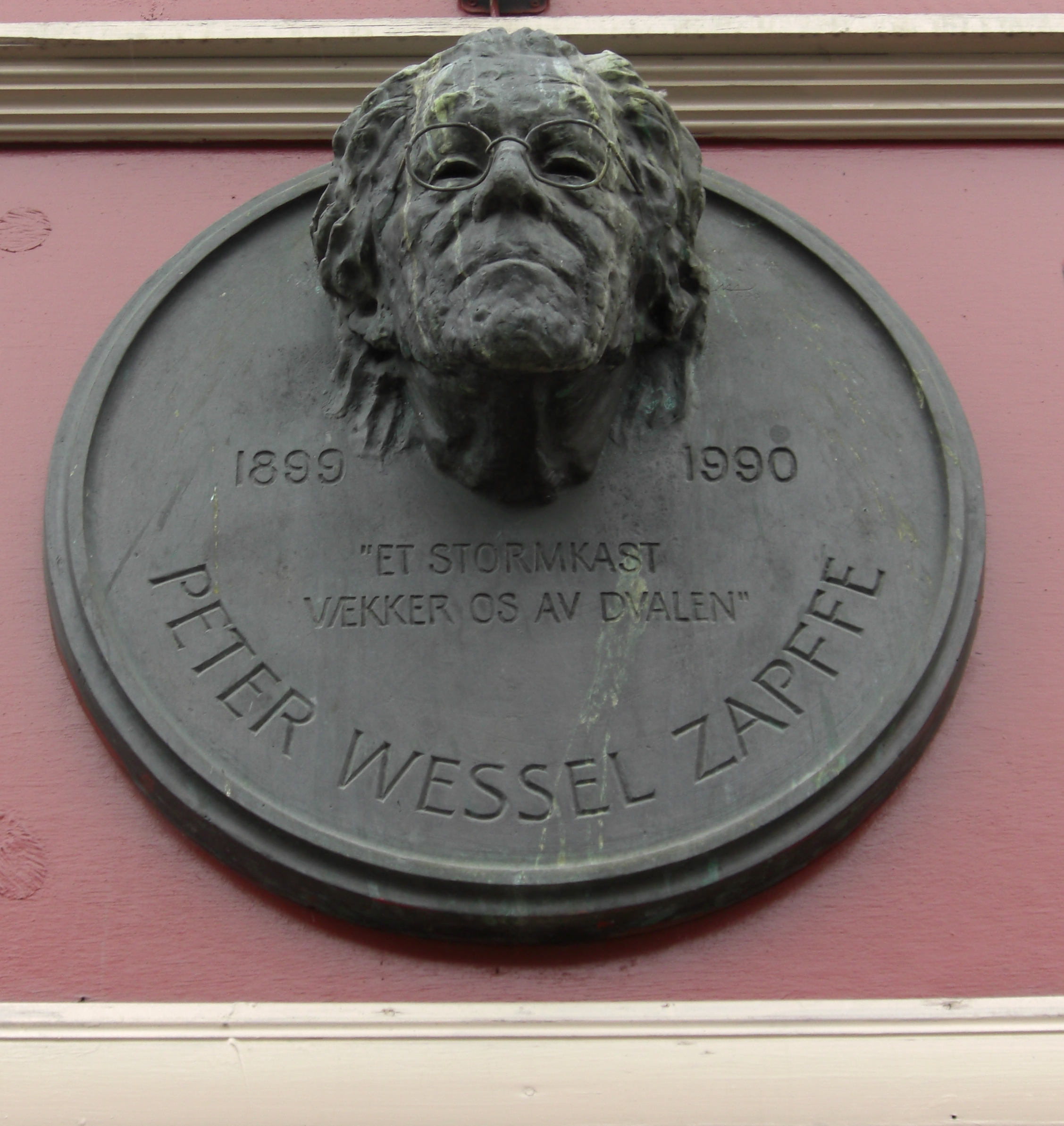
Peter Wessel Zapffe (1899–1990)

- Zapfl-Helbling, Rosmarie (* 1939), Schweizer Politikerin (CVP)

### Zapi
- Zapico, Emilio (1944–1996), spanischer Rennfahrer
- Zapik, Aljaksej (* 1988), belarussischer Dreispringer
- Zapiola, Guillermo (* 1945), uruguayischer Filmkritiker

### Zapk
- Zapke, Susana (* 1965), deutsch-spanische Musikwissenschaftlerin

### Zapl
- Zaplata, Veronika (* 1964), tschechische Filmeditorin
- Zapletal, Carl (1876–1941), österreichischer Fotograf
- Zapletal, Josef (1839–1897), österreichischer Geistlicher, Autor und Journalist
- Zapletal, Pat (* 1970), österreichische Fitnesstrainerin und Sachbuchautorin
- Zapletal, Radoslav (1937–2010), tschechischer Geiger und Komponist
- Zapletal, Sandra (* 1977), österreichische Handballspielerin und -trainerin
- Zapletal, Vincenz (1867–1938), österreichischer Dominikaner und Alttestamentler
- Zapletalová, Emma (* 2000), slowakische Hürdenläuferin
- Zaplin, Dmitri Filippowitsch (1890–1967), russisch-sowjetischer Bildhauer
- Zaplotnik, Jernej (1952–1983), jugoslawischer Bergsteiger

### Zapo
- Zapolska, Gabriela (1857–1921), polnische Schriftstellerin
- Zapolski, Ryan (* 1986), US-amerikanischer Eishockeytorwart
- Zapolskis, Antanas (* 1962), litauischer Schachspieler, Schachschiedsrichter und Sportfunktionär
- Zápolya, Barbara (1495–1515), Königin von Polen und Großfürstin von Litauen
- Zápolya, Johann (1487–1540), Fürst von SiebenbürgenJohann Zápolya (1487–1540)

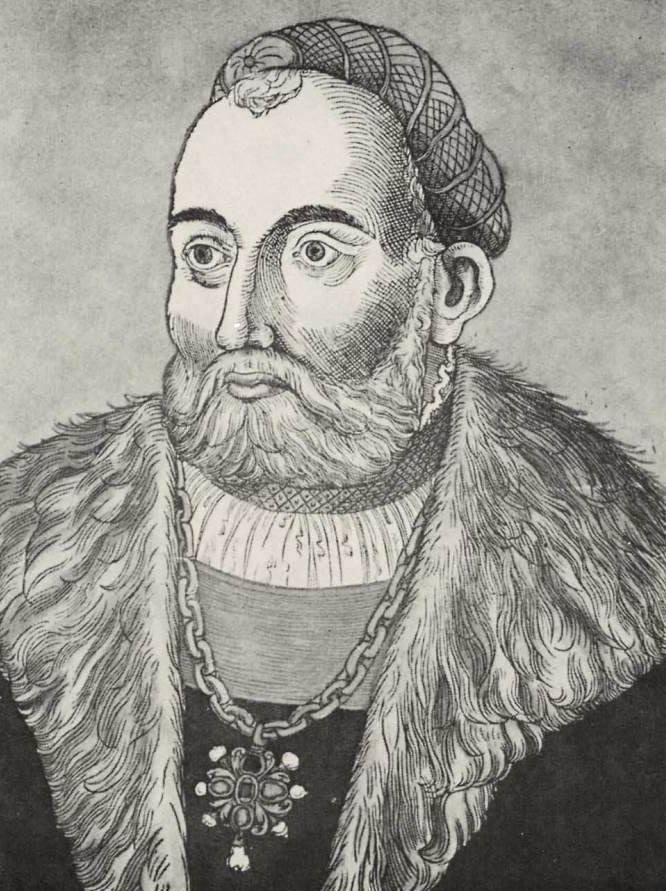
Johann Zápolya (1487–1540)

- Zápolya, Johann Sigismund (1540–1571), König von Ungarn
- Zápolya, Stephan († 1499), ungarischer Magnat, Oberlandeshauptmann von Schlesien
- Zápotocký, Antonín (1884–1957), tschechoslowakischer Politiker und Autor
- Zapotocky, Stefan (* 1952), österreichischer Wirtschaftsmathematiker und Finanzexperte
- Zápotočný, Tomáš (* 1980), tschechischer Fußballspieler
- Zapotoczky, Hans Georg (1932–2010), österreichischer Psychiater
- Zapotoczky, Klaus (* 1938), österreichischer Soziologe
- Zapotoczny, Andrzej (* 1991), polnischer Skispringer
- Zápotoka, Ján (* 1988), slowakischer Fußballspieler

### Zapp
- Zapp, Adolf (1869–1941), deutscher Unternehmer
- Zapp, Arthur (1852–1925), deutscher Schriftsteller
- Zapp, Carl (1867–1941), deutscher Unternehmer
- Zapp, Carl August (1904–1994), deutscher Botschafter
- Zapp, Hartmut (1939–2021), deutscher Kanonist und Rechtshistoriker
- Zapp, Herbert (1928–2004), deutscher Bankier und Kunstmäzen
- Zapp, Karl (1893–1955), deutscher Politiker (SPD)
- Zapp, Markus (* 1970), deutscher Tenor
- Zapp, Paul (1904–1999), deutscher Kriegsverbrecher, Anführer des Sonderkommandos 11a der Einsatzgruppe D
- Zapp, Walter (1905–2003), deutsch-baltisch-schweizerischer Erfinder der Kleinstbildkamera und der Marke Minox
- Zappa, Ahmet (* 1974), US-amerikanischer Musiker, Schauspieler und Buchautor
- Zappa, Dweezil (* 1969), US-amerikanischer Rock-Gitarrist
- Zappa, Francesco, italienischer Cellist und Komponist
- Zappa, Frank (1940–1993), amerikanischer Komponist, Musiker und Kultfigur der Underground-MusikFrank Zappa (1940–1993)

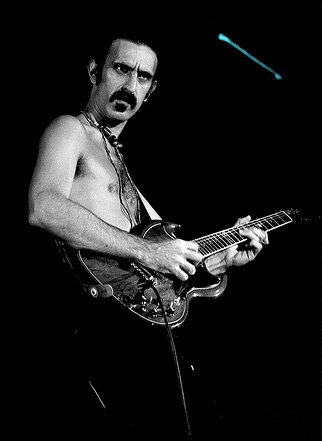
Frank Zappa (1940–1993)

- Zappa, Gail (1945–2015), US-amerikanische Unternehmerin
- Zappa, Gianpietro (1956–2005), Schweizer Fussballspieler
- Zappa, Ítalo (1926–1997), brasilianischer Diplomat
- Zappa, Laetitia (* 1974), Schweizer Erotik- und Pornodarstellerin
- Zappa, Luisa (* 1952), italienische Songschreiberin
- Zappa, Mattia (* 1973), Schweizer Cellist
- Zappa, Moon (* 1967), US-amerikanische Schauspielerin und Musikerin
- Zappa, Stanley J., US-amerikanischer Jazzmusiker (Tenor- und Sopransaxophon, Altklarinette, Komposition)
- Zappacosta (* 1953), kanadischer Sänger
- Zappacosta, Davide (* 1992), italienischer FußballspielerDavide Zappacosta (* 1992)

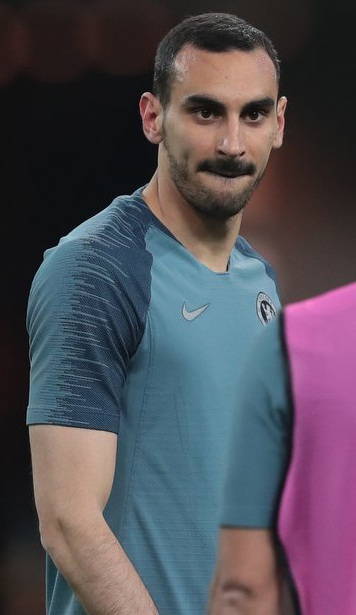
Davide Zappacosta (* 1992)

- Zappacosta, Giacomo (* 1988), italienischer Fußballspieler
- Zappalà, Stefano (1941–2018), italienischer Politiker und MdEP für Italien
- Zappalà, Vincenzo (* 1945), italienischer Astronom und Asteroidenentdecker
- Zappas, Byron (1927–2008), griechischer Großmeister der Schachkomposition
- Zappas, Evangelos (1800–1865), griechischer Kaufmann und Mäzen
- Zappata, Filippo (1894–1994), italienischer Luftfahrtpionier
- Zappe, Alfred (1883–1973), deutscher Architekt und Heraldiker
- Zappe, Bailey (* 1999), US-amerikanischer American-Football-Spieler
- Zappe, Carl Eduard (1843–1888), deutscher Diplomat
- Zappe, Walter (1905–1980), deutscher Politiker (SPD), MdL
- Zappella, Giuseppe (* 1973), italienischer Fußballspieler
- Zappelli, Oswald (1913–1968), Schweizer Fechter
- Zapperi Zucker, Ada (* 1937), italienische Schriftstellerin und Sängerin
- Zapperi, Roberto (* 1932), italienischer Historiker und Schriftsteller
- Zappert, Georg (1806–1859), ungarisch-österreichischer Historiker und Mediävist
- Zappettini, Gianfranco (* 1939), italienischer Maler
- Zappler, Marcell (1885–1965), deutschsprachiger Journalist in Wien
- Zappone, Katherine (* 1953), irische Politikerin
- Zappone, Veronica (* 1993), italienische Curlerin
- Zappone, Vincenzo (1921–2007), italienischer Schriftsteller
- Zapponi, Bernardino (1927–2000), italienischer Schriftsteller und Drehbuchautor
- Zappullo, Michele (* 1548), italienischer Jurist

### Zapr
- Zaprasis, Fotis (1940–2002), griechisch-deutscher Maler und Grafiker
- Zapreva, Susanna (* 1973), österreichische Managerin der Energiewirtschaft
- Zapruder, Abraham (1905–1970), US-amerikanischer Textilhersteller, Hobbyfilmer und Zeitzeuge

### Zaps
- Zaps, Otto (1882–1966), deutscher Feuerwehrmann

### Zapt
- Zaptçıoğlu, Dilek (* 1960), deutsche Journalistin und Schriftstellerin